# 都田駅
都田駅（みやこだえき）は、静岡県浜松市浜名区都田町にある、天竜浜名湖鉄道天竜浜名湖線の駅である。

## 歴史
- 1940年（昭和15年）6月1日：鉄道省二俣線遠江森駅 - 金指駅間延伸時に開設[1]。一般駅[1]。
- 1970年（昭和45年）6月1日：貨物取扱廃止（旅客駅化）[2]。同時に無人駅化[3]。
- 1987年（昭和62年）3月15日：二俣線が第三セクター鉄道へ転換、天竜浜名湖鉄道の駅となる[1]。

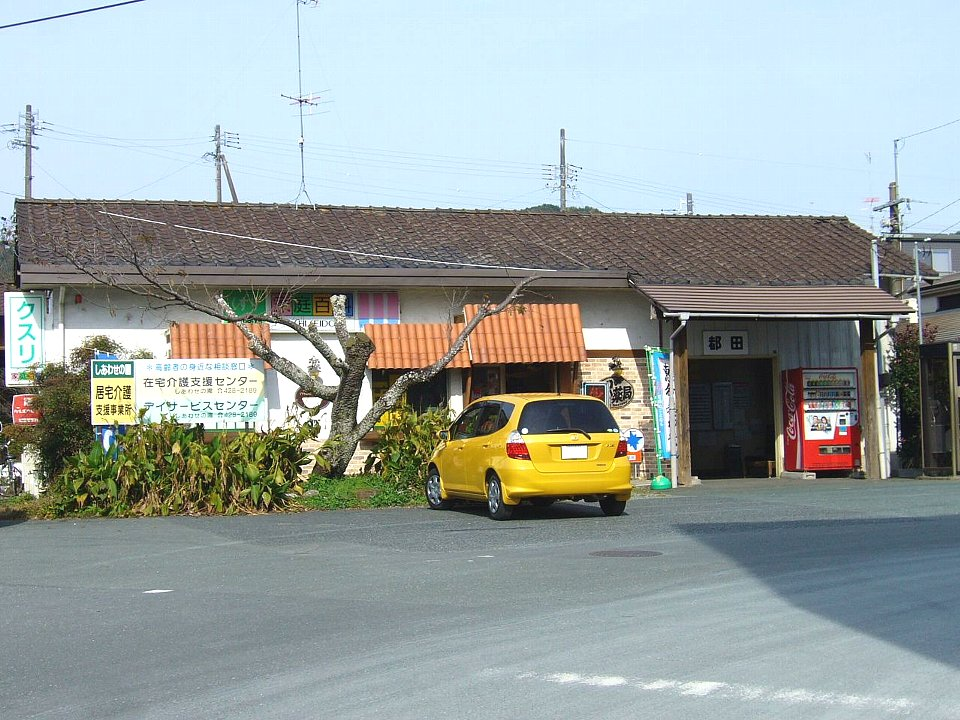
改築前の駅舎（2006年11月）
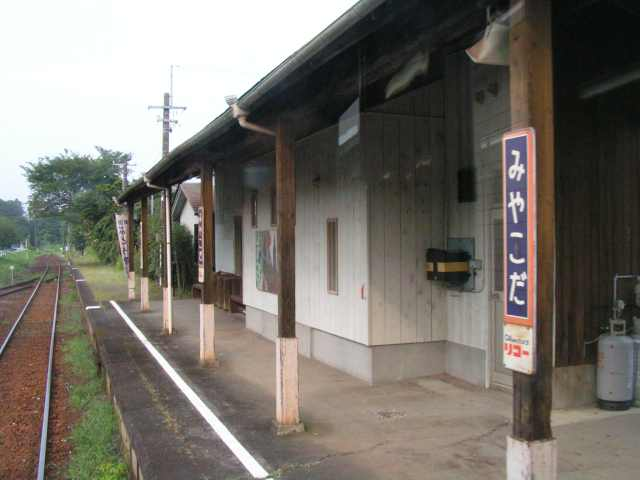
改築前のホーム（2006年8月）

## 駅構造
単式ホーム1面1線を有する地上駅。以前は相対式ホーム2面2線であったが、現在片方のホーム・線路は使用されていない。
無人駅。駅舎を備え、その中には薬局が入居していた。ドロフィーズ（※都田建設のブランド名）によって「駅カフェ」にリニューアルされ、同カフェは2015年（平成27年）5月11日に開業した。同年、はままつ広告景観賞の部門賞とグッドデザイン賞を受賞している。

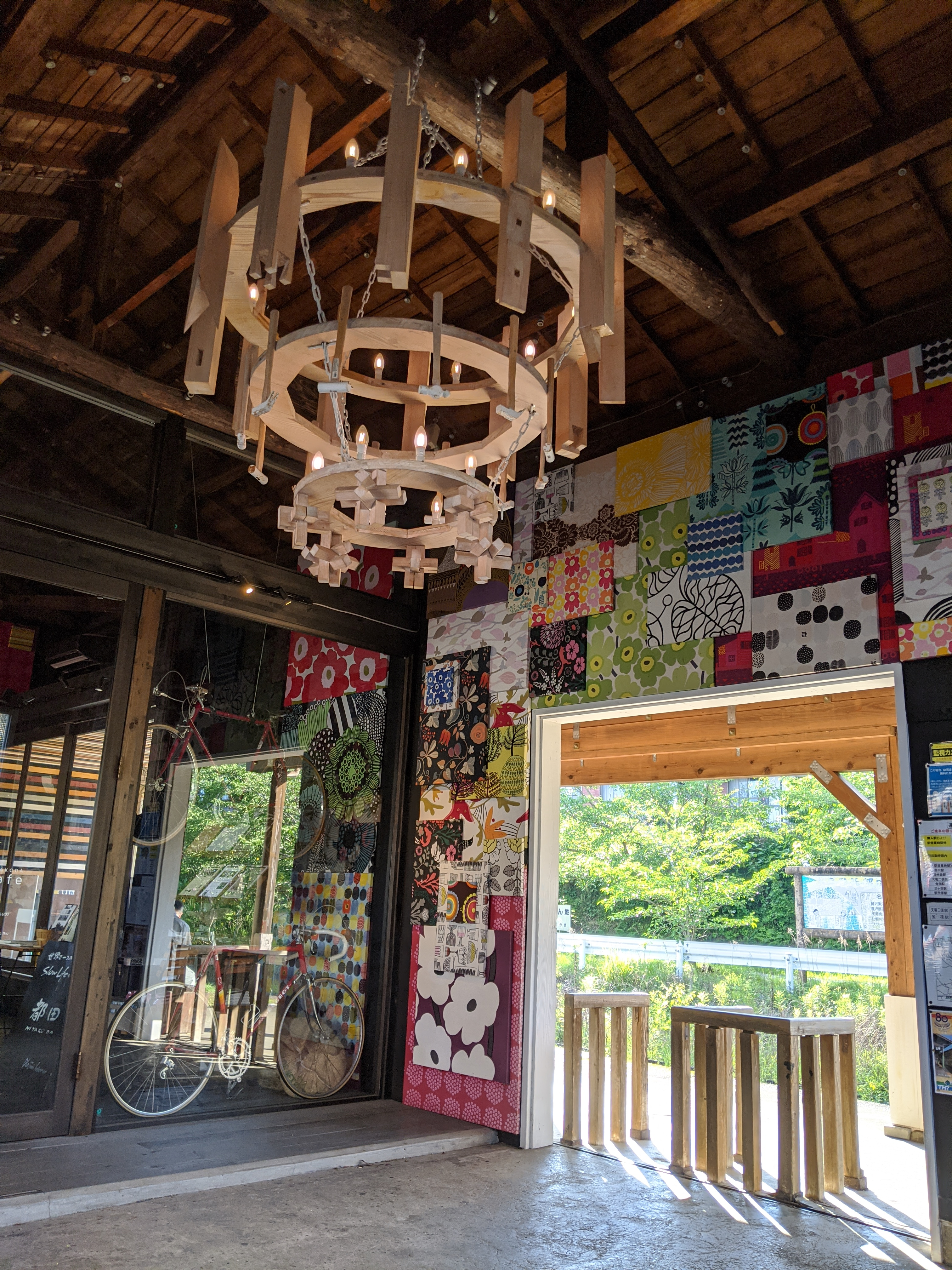
駅舎内
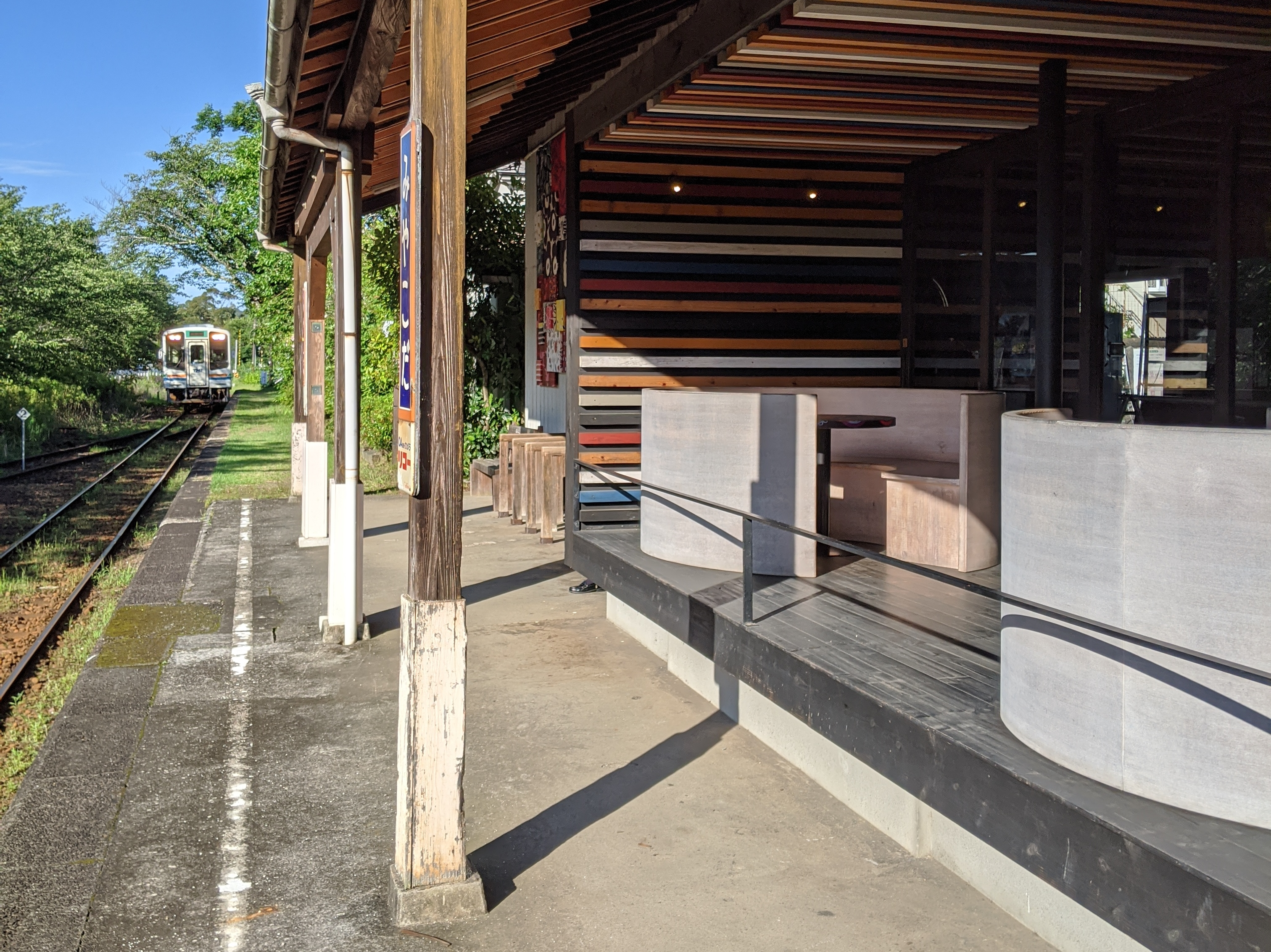
ホーム

## 利用状況
近年の乗車人員は以下の通りである。
| 乗車人員推移 | 乗車人員推移     |
| 年度         | 一日平均乗車人員 |
| ------------ | ---------------- |
| 2008         | 34               |
| 2009         | 31               |
| 2010         | 31               |
| 2011         | 34               |
| 2012         | 26               |
| 2013         | 30               |
| 2014         | 30               |
| 2015         | 28               |
| 2016         | 31               |
| 2017         | 35               |
| 2018         | 45               |

## 駅周辺
商店はあるが、住宅はさほど多くない。
- 国道362号
- とぴあ浜松農業協同組合（JAとぴあ浜松）浜松都田支店
- 都田郵便局
- 浜松市立都田小学校
- 浜松市都田協働センター

### バス乗り場
- 都田駅前
  - 遠鉄バス-56萩丘都田線（テクノ・中央署経由浜松駅行）、46・46-テ都田線（常葉大学・葵町経由浜松駅行（平日開校日のみ運行）、テクノ・葵町経由浜松駅行）
  - 浜松市自主運行バス・にこにこバス(遠鉄タクシーが運行)

## 隣の駅
天竜浜名湖鉄道
■天竜浜名湖線
フルーツパーク駅 - 都田駅 - 常葉大学前駅